# 熊本県道214号小地野永谷線
熊本県道214号小地野永谷線（くまもとけんどう214ごう しょうちのながたにせん）は、熊本県阿蘇市を通る一般県道である。

## 概要
全線を通して狭隘区間が多いが、一部拡幅されている個所もある。

### 路線データ
- 起点：熊本県阿蘇市波野大字小地野（小地野交差点、国道57号交点、熊本県道41号高森波野線終点）
- 終点：熊本県阿蘇市波野大字波野（国道265号交点）

## 路線状況

### 重複区間
- 熊本県道41号高森波野線（阿蘇市波野大字小地野・小地野交差点（起点） - 波野大字波野）
- 熊本県道217号河原新波野線（阿蘇市波野大字波野）

## 地理

### 通過する自治体
- 阿蘇市

### 交差する道路
| 交差する道路                                 | 交差する場所 | 交差する場所        |
| -------------------------------------------- | ------------ | ------------------- |
| 国道57号 熊本県道41号高森波野線 重複区間起点 | 大字小地野   | 小地野交差点 / 起点 |
| 熊本県道41号高森波野線 重複区間終点          | 波野大字波野 |                     |
| 熊本県道217号河原新波野線 重複区間起点       | 波野大字波野 |                     |
| 熊本県道217号河原新波野線 重複区間終点       | 波野大字波野 |                     |
| 国道265号                                    | 大字波野     | 終点                |

### 交差する鉄道
- 豊肥本線

### 沿線
- JR九州豊肥本線 波野駅
- 根子岳